# Kanton Lorrez-le-Bocage-Préaux
Der Kanton Lorrez-le-Bocage-Préaux war bis 2015 ein französischer Kanton im Arrondissement Fontainebleau, im Département Seine-et-Marne und in der Region Île-de-France; sein Hauptort war Lorrez-le-Bocage-Préaux, Vertreter im Generalrat des Départements war zuletzt von 1988 bis 2015, zuletzt wiedergewählt 2008, Christian Frot (UMP).

## Gemeinden
Der Kanton umfasste sechzehn Gemeinden:
| Gemeinde                | Einwohner Jahr | Fläche km² | Bevölkerungsdichte | Postleitzahl | Code INSEE |
| ----------------------- | -------------- | ---------- | ------------------ | ------------ | ---------- |
| Blennes                 | 566 (2013)     | –          | – Einw./km²        | 77940        | 77035      |
| Chevry-en-Sereine       | 516 (2013)     | –          | – Einw./km²        | 77710        | 77115      |
| Diant                   | 183 (2013)     | –          | – Einw./km²        | 77940        | 77158      |
| Égreville               | 2152 (2013)    | –          | – Einw./km²        | 77620        | 77168      |
| Flagy                   | 644 (2013)     | –          | – Einw./km²        | 77940        | 77184      |
| Lorrez-le-Bocage-Préaux | 1283 (2013)    | –          | – Einw./km²        | 77710        | 77261      |
| Montmachoux             | 233 (2013)     | –          | – Einw./km²        | 77940        | 77313      |
| Noisy-Rudignon          | 613 (2013)     | –          | – Einw./km²        | 77940        | 77338      |
| Paley                   | 442 (2013)     | –          | – Einw./km²        | 77710        | 77353      |
| Remauville              | 471 (2013)     | –          | – Einw./km²        | 77710        | 77387      |
| Saint-Ange-le-Viel      | 231 (2013)     | –          | – Einw./km²        | 77710        | 77399      |
| Thoury-Férottes         | 693 (2013)     | –          | – Einw./km²        | 77156        | 77465      |
| Vaux-sur-Lunain         | 204 (2013)     | –          | – Einw./km²        | 77710        | 77489      |
| Villebéon               | 473 (2013)     | –          | – Einw./km²        | 77710        | 77500      |
| Villemaréchal           | 835 (2013)     | –          | – Einw./km²        | 77710        | 77504      |
| Voulx                   | 1756 (2013)    | –          | – Einw./km²        | 77940        | 77531      |

## Bevölkerungsentwicklung
| 1962 | 1968 | 1975 | 1982 | 1990 | 1999   | 2006   |
| ---- | ---- | ---- | ---- | ---- | ------ | ------ |
| 6902 | 6608 | 7030 | 7550 | 8939 | 10.195 | 10.895 |